# You (木村カエラの曲)
You（ユー）は、木村カエラのメジャー5枚目のシングルで、コロムビアミュージックエンタテインメントから2006年1月18日に発売。

## 解説
- 「You」は、バックバンドメンバーでもある渡邊忍による初プロデュース作品。
- 「You」のPVで女性ダンサー達がスカートの裾を頭の上で括り茶巾のような状態で出てくるシーンがあるが、それは彼女たち（東京モダンアート娘(現在はS.R.I.T.名義で活動））の「LOVE BLOSSOMS」というパフォーマンスで、その時の衣装で出演している。[1]
- 「PIONEER」の曲名は当時の女性マネージャーが名付けた。

## 曲目
（全作詞：木村カエラ）
1. You
  - 作詞：渡邊忍／作曲・編曲：渡邊忍
  - ネスレコンフェクショナリー「キットカット」CMソング
  - テレビ神奈川『saku saku』 2006年1月度エンディングテーマ
2. PIONEER
  - 作曲・編曲：會田茂一
  - 森永乳業「エスキモーPino」CMソング（本人もCMに出演）
3. You（instrumental）
4. PIONEER（instrumental）

## 収録アルバム
- Circle (#1,2)
- 5years (#1)
- 10years (#1)